# 라이브 백업
라이브 백업은 온라인 백업이나 실시간 백업으로도 불리며, 컴퓨터나 데이터베이스가 운영 중인 상태에서 백업하는 것을 말한다.  인포믹스 데이터베이스의 공식적인 백업 유틸리티인 온바(Onbar:Online Backup and Recovery)에서 온라인 백업이라는 용어를 사용하면서 온라인 백업은 데이터베이스를 중단시키지 않고 백업한다는 개념으로 발전하였고, 라이브 백업은 컴퓨터가 운영 중인 상태에서 실시간 백업한다는 의미로 정해지고 있다.

## 목적
목적은 데이터 손실의 최소화이다. 업무 중에는 많은 파일이 수정되거나 생성되고 삭제될 수 있다. 업무 후에 진행하는 백업은 업무의 최종 결과가 저장된 파일만을 백업할 뿐 과정은 백업할 수가 없다. 라이브 백업은 하나의 파일에 대해서도 수정된 횟수 만큼 파일의 버전을 저장하고 기존의 버전으로 복원할 수 있다.

## 전통적인 스케줄 백업과의 차이점
전통적인 백업에서는 백업 정책을 결정할 때, 백업으로 인한 부하를 피하기 위해 업무 종료 후 진행되도록 스케줄을 세우게 된다. 이러한 스케줄 백업은 업무에 영향을 주지 않으면서 높은 백업 성능을 낼 수 있지만 업무 중 신규로 만들거나 수정한 파일의 경우, 백업 받기 전에 삭제하였을 경우 복구할 수 없게 된다. 라이브 백업은 업무와 관련된 파일의 생성이나 편집, 응용 프로그램의 설치, 운영 체제에 패치 적용 등 활발하게 업무가 진행 중인 상황에서 백업하는 방식으로, 기존의 스케줄 백업과는 백업이 진행되는 시점에 있어서 차이가 있다.

## 조건
- 운영 중 백업
- 실시간 감시
- 백그라운드 실행
- 운영 환경에 부하 최소화

## 종류
- 에이전트 기반 : 컴퓨터에 설치된 에이전트가 데이터의 변화를 감지하고 이를 실시간 백업한다.
- 스토리지 기반 : 데이터가 저장된 외장 스토리지에서 데이터의 변화를 블록-레벨로 감지하여 백업한다.

## 백업 데이터의 크기
보통 라이브 백업을 지원하는 소프트웨어나 하드웨어는 데이터의 변화를 블록-레벨에서 감지하는 기능이 있기 때문에, 변화가 있는 컴퓨터 파일 전체를 백업하는 전통적인 백업 방식에 비해 백업 데이터의 양이 적고 컴퓨터에 부하도 덜 주게 된다.

## 같이 보기
- 백업